# Werner von Tippelskirch

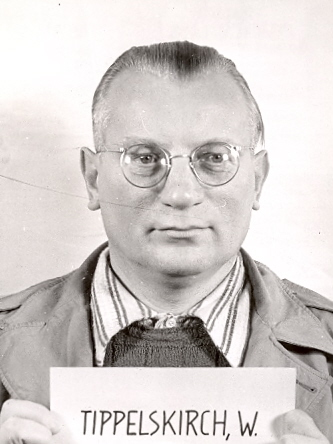
Werner von Tippelskirch als Zeuge bei den Nürnberger Prozessen

Werner von Tippelskirch (* 9. März 1891 in Koblenz; † 1. Januar 1980 in Stuttgart) war ein deutscher Diplomat. Zuletzt erreichte er den Range eines Gesandten.

## Leben und Tätigkeit
Werner von Tippelskirch war ein Sohn des Kommerzienrats Wilhelm von Tippelskirch (1855–1921) und dessen Ehefrau Antonia Wüst (1862–1938). Die konfessionelle Bindung des Elternhauses war evangelisch. Als Kind besuchte Tippelskirch das städtische Gymnasium in Düsseldorf, das Kadettenhaus in Bensberg und anschließend das Reformgymnasium in Düsseldorf. Hier legte er zu Ostern 1911 das Abitur ab. 
Nach dem Schulbesuch trat er am 1. April 1911 in die preußische Armee ein. Er begann als Offizier bei einem Garde-Füsilier-Regiment und wurde am 10. August 1912 zum Leutnant befördert. Ab August 1914 nahm er am Ersten Weltkrieg teil und wurde am 27. Januar 1916 zum Oberleutnant befördert.
Am 20. Januar 1916 wurde Werner von Tippelskirch als Offizier zur kaiserlichen Gesandtschaft in Kristiania abkommandiert. Er trat seinen Dienst als Attaché am 2. Februar an und hielt sich bis zum 28. Februar 1919 in Oslo auf.

### Weimarer Republik
Am 6. August 1919 wurde Tippelskirch für den diplomatischen Dienst ausgewählt. Er war zunächst im Auswärtigen Amt in Berlin tätig und trat am 1. Oktober 1919 seine Beschäftigung in der Außenhandelsstelle an. Zu Beginn des Folgejahres wurde er an die deutsche Gesandtschaft in Den Haag versetzt und dort zum 6. Juni 1920 zum Legationssekretär ernannt. Sein Vorgesetzter war der Gesandte Friedrich Rosen. Zum 4. Januar 1921 wechselte Tippelskirch an die deutsche Gesandtschaft in Brüssel. 
Am 3. September 1921 legte Tippelskirch die konsularische Prüfung ab, daraufhin wurde er am 5. November 1921 zum Legationssekretär ernannt. Ab November 1921 wurde er als „fliegender“ Legationssekretär eingesetzt. Anschließend wurde er für den Einsatz als Vizekonsul am Konsulat in Antwerpen vorgesehen. Den Dienst dort trat er am 2. April 1922 an. Er verlieb an dieser Dienststelle bis 15. Oktober 1924. Anschließend wechselte er zum Auswärtigen Amt in die Abteilung IV, die für die Gebiete Osteuropa, Skandinavien und Ostasien tätig war. Zum 12. November 1925 wurde er mit der Amtsbezeichnung eines Legationssekretärs an die deutsche Botschaft in Moskau entsandt. Botschafter war in dieser Zeit Ulrich von Brockdorff-Rantzau (1869–1928). Ab 2. November 1926 führte Tippelskirch die Amtsbezeichnung "Gesandtschaftsrat". Seine Dienstzeit in Moskau endete am 14. Juli 1928. 
Am 15. August 1928 trat er seinen Dienst an der deutschen Gesandtschaft in Riga an. Dort wurde er im Dezember des Folgejahres Gesandtschaftsrat II. Klasse. Im April 1931 wurde Tippelskirch ins Auswärtige Amt zurückgeholt. Am 20. April 1931 übernahm er die Leitung des Referates Russland der Abteilung IV (Osteuropa). Dort wurde er zum 22. Dezember 1932 zum Legationsrat I. Klasse befördert.

## Zeit des NS-Regimes
Kurz nach der Übernahme der Kanzlerschaft durch Adolf Hitler trat Tippelskirch im April in die NSDAP ein. Mit Antrittsdatum vom 17. September 1935 wurde er als Botschaftsrat zur deutschen Botschaft in Moskau versetzt. Seinen Dienst dort trat er am 1. November 1935 an. Deutscher Botschafter in Moskau war Friedrich-Werner Graf von der Schulenburg (1875–1944). Als Botschaftsrat war er von 1935 bis 1941 – seit dem 1. März 1940 mit der Amtsbezeichnung eines Gesandten – nach Schulenburg, den er in dessen Abwesenheit als Geschäftsträger vertrat – der zweithöchste Mitarbeiter der deutschen Vertretung in der sowjetischen Hauptstadt. Nach dem deutschen Angriff auf die Sowjetunion im Sommer 1941 kehrte Tippelskirch nach Deutschland zurück. Seine Abreise aus Moskau erfolgte am 24. Juni 1941. Während dieser Zeit führte er Tagebuch und veröffentlichte im gleichen Jahr daraus Auszüge unter dem Titel „Vom Ausbruch des deutsch-sowjetischen Kriegs bis zur Rückkehr nach Deutschland“. Ab dem 24. Juli wurde er im Auswärtigen Amt in der "Politischen Abteilung" verwendet, wo er als Botschaftsrat mit der Amtsbezeichnung eines Gesandten Russland, die baltischen Staaten und Polen betreffende Angelegenheiten bearbeitete. Kurzzeitig nahm er im Januar und Februar 1943 die Aufgaben des Vertreters des Auswärtigen Amtes beim Generalgouvernement in Krakau wahr. Nach Deutschland zurückgekehrt wurde ihm ab 27. Oktober 1944 im Auswärtigen Amt in Berlin die Leitung des Referates XIII mit dem Fachgebiet der Panturanischen Fragen übertragen. Auf diesem Posten verblieb er bis Mai 1945. Kurz vor dem Eintreffen der sowjetischen Truppen in Berlin setzte er sich gemeinsam mit anderen Mitarbeitern, Büroangestellten, Sekretärinnen und Chauffeuren des Auswärtigen Amtes nach Bad Gastein ab. Dort wurde er von Soldaten der 7. US-Armee gefangen genommen.

### Nachkriegszeit
Bei Kriegsende geriet Tippelskirch in US-amerikanischer Gefangenschaft. Er wur in der Folgezeit als Zeuge bei den Nürnberger Prozessen verwendet.

## Ehe und Familie
Am 24. September 1935 heiratete Tippelskirch in Potsdam Dorette Freiin von Esebeck (* 6. September 1902 in Berlin-Charlottenburg). Ihr Vater war der preußische Offizier Friedrich Freiherr von Esebeck. Das Paar hatte zwei Kinder:
- Wolff-Dietrich (* 1936) ⚭ 1962 Edeltraut Mielewczyk (* 1941)
- Bernhard (* 1938)

Werners Cousin war der Oberquartiermeister im Generalstab des Heeres Kurt von Tippelskirch (1891–1957).

## Veröffentlichungen
- Vom Ausbruch des deutsch-sowjetischen Kriegs bis zur Rückkehr nach Deutschland. Tagebuchaufzeichnungen vom 22. Juni bis 24. Juli 1941, MS Staatsbibliothek Berlin, Berlin 1941